# Stuckenbergina africana
Stuckenbergina africana är en tvåvingeart som beskrevs av H. Oldroyd 1962. Stuckenbergina africana ingår i släktet Stuckenbergina och familjen bromsar. Inga underarter finns listade i Catalogue of Life.